# Condé-sur-Huisne
Condé-sur-Huisne foi uma comuna francesa na região administrativa da Normandia, no departamento Orne. Estendia-se por uma área de 17,4 km². Em 2010 a comuna tinha 2 152 habitantes (densidade: 123,7 hab./km²).
Em 1 de janeiro de 2016, passou a formar parte da nova comuna de Sablons sur Huisne.